# Гавря Олег Миколайович
Оле́г Микола́йович Га́вря (нар. 20 жовтня 1982, м. Вовчанськ, Харківська область, Українська РСР — 20 липня 2017, м. Красногорівка, Мар'їнський район, Донецька область, Україна) — солдат Збройних сил України, учасник російсько-української війни.

## Біографія
Народився 1982 року у місті Вовчанськ на Харківщині. Закінчив Вовчанську загальноосвітню школу № 5.
Під час російської збройної агресії проти України проходив військову службу за контрактом, брав участь в антитерористичній операції.
Солдат, санітар 1-го механізованого батальйону 92-ї окремої механізованої бригади, військова частина А0501, с. Клугино-Башкирівка, Харківська область.
Загинув 20 липня 2017 року близько 4:45 під час бойових дій на крайньому взводному опорному пункті (ВОП) № 9203 в районі міста Красногорівка, відбиваючи напад ДРГ противника. У тому ж бою загинули старший солдат Олександр Сень і солдат Віктор Чорнобай.
Про обставини бою детально розповіли у Прес-центр АТО: російсько-терористичні формування завдали удару по позиціях батальйону, розпочавши обстріл зі 120-мм мінометів і танків з боку окупованої Старомихайлівки. Українські бійці помітили ворожу ДРГ з 10—15 бойовиків і відкрили вогонь. У перші хвилини бойового зіткнення на крайньому ВОП двоє солдат дістали поранення, що не сумісні з життям. Одного бійця, контуженого, захопила ворожа ДРГ. В ході бою було ліквідовано двох бойовиків, але захисникам опорного пункту довелось відступити на суміжну позицію. Під час переміщення, було вбито ще двох терористів. Згодом підійшло підкріплення, яке надійно закріпилося на позиціях, в ході бойових дій ще один боєць дістав поранення, що несумісні з життям, поранень зазнали троє військовиків. Противник був змушений відійти під прикриттям танків, мінометів та пересувних реактивних систем Град-П («Партизан»). Під час евакуації поранених противник продовжував обстріл, близько 6:00 120-мм міна вибухнула поряд з групою евакуації, четверо українських військовослужбовців дістали контузії. Після спішного відходу бойовиків залишились три тіла, зброя, медичні матеріали російського виробництва, шеврони терористичних формувань «Оплот» і «Купол». Захоплений у полон старший солдат Роман Савков був звільнений за обміном 24 січня 2018 року.
22 липня Олега поховали на міському кладовищі Вовчанська.
Залишилися батько, дружина та 2-річна донька.

## Нагороди та вшанування
- Указом Президента України від 11 жовтня 2017 року № 318/2017, за особисту мужність і самовіддані дії, виявлені у захисті державного суверенітету та територіальної цілісності України, зразкове виконання військового обов'язку, нагороджений орденом «За мужність» III ступеня (посмертно)[7].